# Aeroportul Boolgeeda
Aeroportul Boolgeeda (IATA: OCM, ICAO: YBGD) este un aeroport din Australia de Vest, Australia.
Situat la o altitudine de 568 m, aeroportul dispune de o singură pistă. Este operat de Pilbara Iron⁠(d).